# Avgust Dimitz
Avgust Dimitz (dímie), slovenski pravnik in zgodovinar, * 16. avgust 1827, Ljubljana, † 10. december 1886, Ljubljana.

## Življenje in delo
Gimnazijo je končal v Ljubljani, študiral pravo na Dunaju (1845-1850), se vrnil v Ljubljano,  stopil v finančno službo ter postal 1884  predstojnik finančnega ravnateljstva. Od 1858 je bil več kot 20 let tajnik pri Zgodovinskem društvu za Kranjsko (ustanovljeno 1843), v letih 1859−1868 je urejal revijo Mitheilungen des historichen Vereins für Krain. Čeprav se je čutil Slovenca se je povezoval z Nemci. V tedanjih nemških časopisih v Ljubljani je objavljal članke o političnem, kulturnem in cerkvenem dogajanju, članke iz lokalne zgodovine, bijografske podatke ter nekatere prispevke za slovensko literarno zgodovino. Proučeval je arheološke probleme in stanje podeželskih arhivov. Po nalogu kranjske dežele je ob 600-letnici združitve Kranjske z Avstrijo izdal slavnostni spis Die Habsburger in Krain, ki je izšel tudi v slovenščini v Cimpermanovem prevodu. Dimitzevo najpomembnejše delo je Geschichte Krains von der ältesten Zeit bis auf das Jahr 1813 (1874-1876) izdano v 12 snopičih, V njem je podrobno obravnaval kmečke upore, turške vpade, reformacijo in podrobno obdelal tudi začetke slovenske književnosti.